# 石伯男
石伯男修士（Brother Pierre Charbonneau，1928年—2014年11月15日），暱稱石伯仔、石頭或Stone，是一位生於加拿大並奉獻畢生於臺灣的天主教聖衛道會修士。

## 生平
年轻时在加拿大担任过拳击选手，1962年，石伯男修士前來臺灣並於隨後入衛道中學任教；他曾為學生上過體育課、擔任舍監、於校園推廣梨球運動，並於該校遷至現址後帶領學生一同整理校地。
後來，石修士雖自教職退休，但仍時常於該校校園活動；為了協助聖衛道會於海地創建學校，他仍持續投入校園資源回收及集郵義賣等活動，直至其身體微恙返回加拿大蒙特婁安養前。
此外，他亦熱衷於捐血助人（其捐血次數據臺中捐血中心之紀錄為152次），並曾於1994年因此獲中華民國前總統李登輝接見表揚。

## 紀念
- 衛道中學校友日之「挽起袖子，延續石修士熱血之愛」相關活動[10][11]

## 榮譽
- 臺中市傑出市民獎章 (2015年)[12]

## 外部連結
- 石修士 - 衛道中學 （页面存档备份，存于）
- 高清版 與石修士道別 - Youtube （页面存档备份，存于）
- 石伯男修士追思紀念 - Youtube